# Thaumastochilus termitomimus
Thaumastochilus termitomimus is een spinnensoort uit de familie Zodariidae (Mierenjagers). Anders dan andere mierenjagers, imiteert deze soort termieten. De spin komt voor in Zuid-Afrika.